# 新豊郡

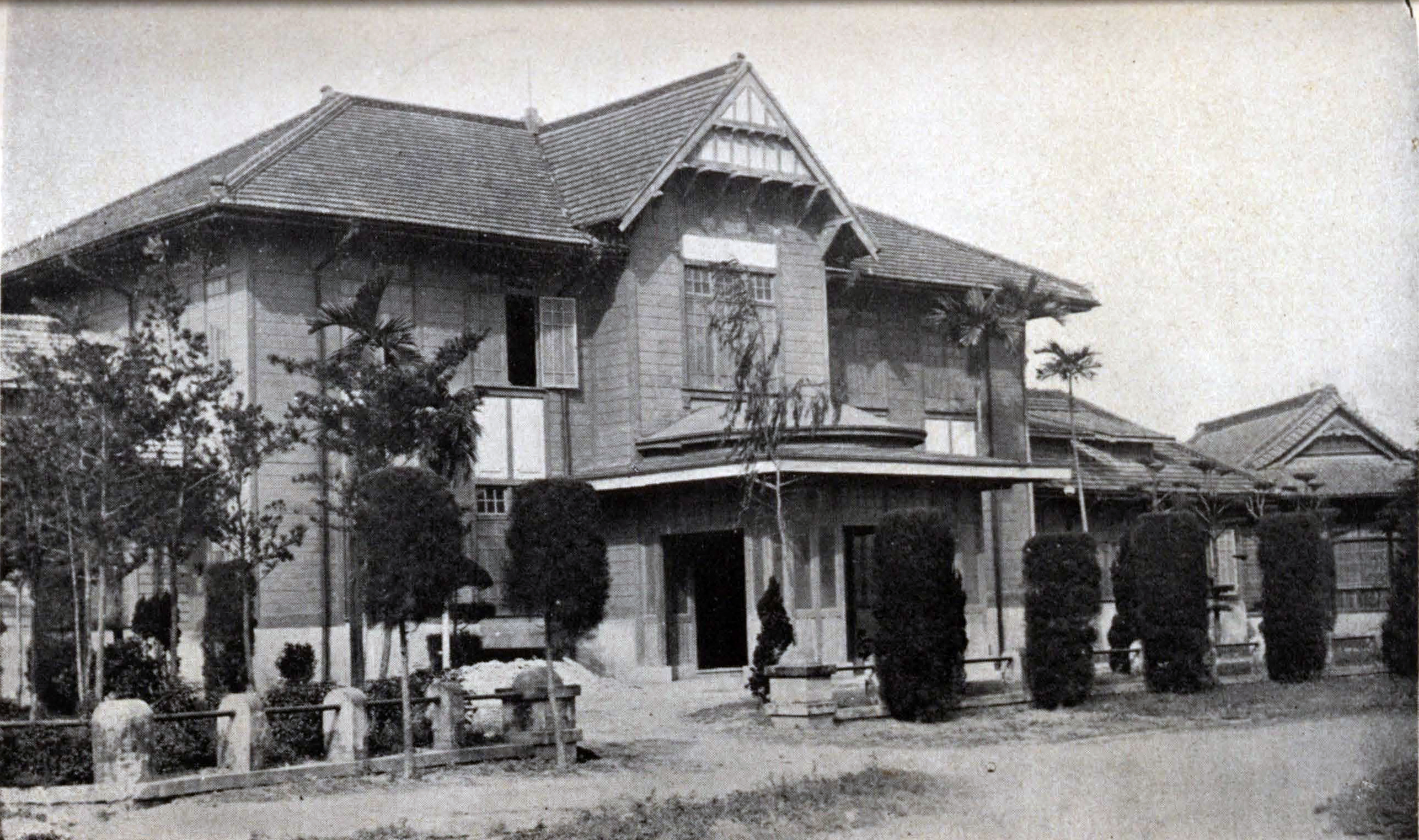
新豊郡役所

新豊郡（にいとよぐん）は、日本統治時代の台湾に存在した行政区画の一つであり、台南州に属した。

## 概要
1920年（大正9年）成立。台南市の外環に位置した。仁徳庄、帰仁庄、関廟庄、龍崎庄、永康庄、安順庄の6庄を管轄し、郡役所は台南市に置かれた。かつて郡内には永寧庄があったが1940年（昭和15年）台南市および仁徳庄に編入し、廃庄となった。郡域は現在の台南市安南区、仁徳区、帰仁区、関廟区、龍崎区、永康区に当たる。
1945年3月に重慶国民政府が策定した台湾接管計画綱要地方政制により新化郡と合併し延平県とする案があったが、政制の廃止により計画は消滅した。

## 歴代首長

### 郡守
- 荒木藤吉[1]
- 佐佐波外七[2]
- 山口尚之[3]
- 本田忠男[4]
- 楽満金次[5]
- 太田周夫[6]
- 土光加寿男[7]
- 花澤亮一[8]
- 藤田正義[9]：1938年10月[10] -
- 山下若松[11]：1940年6月[12] - 1941年6月
- 真藤雅省[13]
- 児玉袈裟雄[14]
- 重村文一[15]

## 施設
- 新豊郡役所
- 台南州立結核療養所（現・衛生福利部胸腔病院）
- 台南飛行場